# Eugen Häßler
Eugen Häßler (* 1909; † 1976) war ein deutscher Ringer.
In Tuttlingen begann er als Jugendlicher 1920 mit dem Ringen und Gewichtheben und entwickelte sich schnell zu einem hervorragenden Athleten. Bald spezialisierte er sich ganz auf das Ringen und erzielte auf regionaler Ebene erste Erfolge. Mit 19 Jahren wurde er erstmals deutscher Vizemeister im griechisch-römischen Stil. Bis Mitte der 1930er Jahre kam er bei den deutschen Meisterschaften noch sechsmal auf das Siegertreppchen, doch blieb ihm ein deutscher Meistertitel verwehrt. Jean Földeák, Oswald Möchel und Fritz Schäfer, alles Ringergrößen internationalen Formates jener Jahre, verbauten ihm den Weg dazu.
Eugen Häßler war Landwirt auf dem Hofgut Maiental und ein engagierter Lokalpolitiker. Lange Jahre führte er auch den Schwerathletik-Verein ASV Tuttlingen, für den er bis zu seinem 42. Lebensjahr erfolgreich auf der Matte stand.

## Deutsche Meisterschaften
(GR = griechisch-römischer Stil, F = Freistil, Le = Leichtgewicht, We = Weltergewicht, Mi = Mittelgewicht)
- 1928, 2. Platz, GR, Le, hinter Paul Muschall, Hörde und vor H. Schwindt, Hornberg;
- 1930, 2. Platz, GR, Mi, hinter Eduard Krämer, Duisburg und vor P. Hecker, Hamburg;
- 1931, 3. Platz, GR, We, hinter Oswald Möchel, Hörde und Jean Földeák, Hamburg;
- 1932, 2. Platz, GR, We, hinter Oswald Möchel und vor Jean Földeàk;
- 1933, 2. Platz, GR, We, hinter Adolf Krehl, Untertürkheim und vor Theo Hilgert, Koblenz;
- 1934, 3. Platz, GR, We, hinter Fritz Schäfer, Schifferstadt und Georg Wellhöfer, Nürnberg;
- 1934, 2. Platz, F, We, hinter Josef Lehner, Nürnberg und vor H. Rachor, Dettingen